# Досена
Досена (итал. Dossena) је насеље у Италији у округу Бергамо, региону Ломбардија.
Према процени из 2011. у насељу је живело 505 становника. Насеље се налази на надморској висини од 992 м.

## Становништво
| 1936. | 1951. | 1961. | 1971. | 1981. | 1991. | 2001. | 2011. |
| ----- | ----- | ----- | ----- | ----- | ----- | ----- | ----- |
| 974   | 1.084 | 1.017 | 922   | 880   | 940   | 1.015 | 962   |